# 欽點
欽點，是日本純種競賽馬匹。生涯活躍於中長途賽事，曾於1995年勝出短波電台盃三歲錦標，其後亦於1996年皋月賞及菊花賞取得亞軍。由於其在其父系週日寧靜第二年子嗣中的表現較佳，因而和表現同樣優秀的同父馬夜舞、石野週日及吹波糖被稱爲「週日四天王」（サンデー四天王）。

## 出賽前
1993年3月24日出生於北海道靜內町（今新日高町）藤原牧場，成長途中被馬主太田美實購入。
其後交由栗東訓練中心練馬師伊藤雄二訓練。

## 競賽生涯

### 3歲（現2歲）
1995年12月3日出戰阪神競馬場3歲新馬戰，比賽初段一直佔據第四的位置，進入對面直路開始發力並於最後彎道取得領先，進入直路後繼續加速之下以3/4馬位取得首勝。
其後出戰短波電台盃三歲錦標，賽前獲得第四人氣。比賽開始後，其繼續選擇先行戰術保持於約莫第五的位置，雖然於對面直路稍爲墮後，但仍然可以保持穩定的走勢。進入直路後，其瞬間由所在位置衝出加速，直路中段成功追上第二人氣夜舞後再於終點線前超越石野週日，最終以頭位優勢取得首個分級賽冠軍，同時本次比賽亦成功達成由週日寧靜子嗣包辦頭三的紀錄。

### 4歲（現3歲）
1996年首戰爲如月賞，繼續由帕兆雷策騎之下於直路順利加速衝刺，最終於和夜舞的纏鬥之中率先透出，成功奪得分級賽連勝。
其後出戰若葉錦標，由於柏兆雷於日本的客串牌照到期而返回法國，因而由本土騎師蛯名正義執繮。比賽途中雖然一直保持於前方位置推進，但進入直路後受到軟地影響無法保持加速，最終被後方的Minamoto Marinos超越並拉開2 1/2馬位，以第二吞下生涯首敗。
4月14日出戰皋月賞，由於上仗的騎師蛯名被罰停賽，因而由南井克巳代打策騎。比賽開始後，其選擇於中團靠後位置穩步推進，於比賽途中一直於此位置等待時機並未由太大動作。進入直路後其瞬間進入狀態加速並跑出全場最快末腳，但最終仍然無法追上一早衝出的石野週日，最終以3/4馬位差距落敗。
其後出戰東京優駿（日本打吡），但於直路上發揮不佳未能最大程度加速，最終敗於Fusaichi Concorde、夜舞及Meisho Genie取得第四。
進入夏季後出戰函館紀念，然而面對衆多年長馬匹之下無法和對手抗衡，最終於一度佔先的前方下被趕過並以第六落敗。
短暫放草過後於10月出戰京都新聞盃，比賽途中採用先行戰術並於通過第三至第四彎道時候逐步加速抽出前方，但於直路上稍爲力弱之下未能壓贏夜舞及Kashima Dream，最終以第三完賽。
11月3日按照計劃出戰菊花賞，本次比賽保持優秀的節奏把控下穩步推進，並於通過第四彎道時經已早早進佔有利位置。進入直路後，其於中檔順利加速並一度壓制Fusaichi Concorde取得領先，然而此時夜舞突然以凌厲的姿態於外檔一舉衝出，最終其無法頂住對手給予的壓力之下被超越並以1/2馬位差憾負。
12月出戰有馬紀念，比賽初段保持於約莫第八的位置推進，進入直路後雖然未能最大程度加速，但最終仍然可以勉強衝出並僅敗於櫻花桂冠、美麗週日及礦橋等年長馬匹，跑獲一席毫不失禮的第四。

### 5歲（現4歲）
1997年年初出戰京都紀念並被捧爲第一人氣，然而於直路上未能壓制一同衝出的第二人氣Yutosei，最終被對手透出並拉開之下以2馬位差距落敗。
其後出戰產經大阪盃，本次比賽選擇保持於中團靠後位置推進，然而於直路上再度因發力較遲以未能對前方的美麗週日及Yutosei造成威脅，最終以第三完賽。
4月27日出戰春季天皇賞，然而於直路上速度突然放緩速度並出現不良於行的跡象，最終被騎師岡部幸雄拉停之下亦被賽會判處比賽中止。
因傷休養近6個月後於10月26日的秋季天皇賞復出，雖然本次比賽以不俗的狀態取得第四，但於其後的日本盃完全失準之下以第十一大敗。

### 6歲（現5歲）
進入1998年，其因上年度日本盃後被發現腳部有不適跡象而進入休養，並原定於本年度復出。然而隨着時間推移陣營發覺其狀況未有好轉，最終決定安排退役，因而其於本年度未有出戰任何賽事的情況下在12月26日被取消日本中央競馬會的賽駒註冊。

### 詳細賽績
| 日期       | 舉辦國家 | 馬場 | 距離   | 級別 | 賽事名稱           | 負重 | 騎師     | 馬號 | 出馬 | 名次     | 時間     | 頭馬（二馬）         |
| ---------- | -------- | ---- | ------ | ---- | ------------------ | ---- | -------- | ---- | ---- | -------- | -------- | -------------------- |
| 3/12/1995  | 日本     | 阪神 | 草2000 |      | 3歲新馬            | 54   | 武豐     | 6    | 11   | 1        | 2:05.2   | （Eishin Eleuthera） |
| 23/12/1995 | 日本     | 阪神 | 草2000 | GIII | 短波電台盃三歲錦標 | 54   | 柏兆雷   | 9    | 15   | 1        | 2:02.7   | （石野週日）         |
| 4/2/1996   | 日本     | 京都 | 草1800 | GIII | 如月賞             | 56   | 柏兆雷   | 9    | 10   | 1        | 1:48.2   | （夜舞）             |
| 17/3/1996  | 日本     | 中山 | 草2000 | OP   | 若葉錦標           | 56   | 蛯名正義 | 9    | 12   | 2        | 2:04.4   | Minamoto Marinos     |
| 14/4/1996  | 日本     | 中山 | 草2000 | GI   | 皋月賞             | 57   | 南井克巳 | 6    | 18   | 2        | 2:00.8   | 石野週日             |
| 2/6/1996   | 日本     | 東京 | 草2400 | GI   | 東京優駿           | 57   | 南井克巳 | 12   | 17   | 4        | 2:26.8   | Fusaichi Concorde    |
| 18/9/1996  | 日本     | 函館 | 草2000 | GIII | 函館紀念           | 54   | 岡部幸雄 | 8    | 12   | 6        | 2:00.5   | Bright Sunday        |
| 13/10/1996 | 日本     | 京都 | 草2200 | GII  | 京都新聞盃         | 57   | 岡部幸雄 | 8    | 11   | 3        | 2:14.3   | 夜舞                 |
| 3/11/1996  | 日本     | 京都 | 草3000 | GI   | 菊花賞             | 57   | 岡部幸雄 | 10   | 17   | 2        | 3:05.2   | 夜舞                 |
| 22/12/1996 | 日本     | 中山 | 草2500 | GI   | 有馬紀念           | 55   | 岡部幸雄 | 8    | 14   | 4        | 2:35.0   | 櫻花桂冠             |
| 9/2/1997   | 日本     | 京都 | 草2200 | GII  | 京都紀念           | 57   | 岡部幸雄 | 1    | 11   | 2        | 2:14.9   | Yutosei              |
| 30/3/1997  | 日本     | 阪神 | 草2000 | GII  | 產經大阪盃         | 56   | 岡部幸雄 | 4    | 9    | 3        | 2:02.2   | 美麗週日             |
| 27/4/1997  | 日本     | 京都 | 草3200 | GI   | 春季天皇賞         | 57   | 岡部幸雄 | 2    | 16   | 比賽中止 | 比賽中止 | 摩耶重炮             |
| 26/10/1997 | 日本     | 東京 | 草2000 | GI   | 秋季天皇賞         | 58   | 蛯名正義 | 2    | 16   | 4        | 1:59.9   | 氣槽                 |
| 23/11/1997 | 日本     | 東京 | 草2400 | GI   | 日本盃             | 57   | 蛯名正義 | 5    | 14   | 11       | 2:27.1   | 必得時機             |

## 退役後
退役後，欽點成爲了配種馬，於北海道靜內町（今新日高町）Arrow Stud休養，在1999年進行配種，首批子嗣於2000年出生。首批子嗣可於2002年出賽。2006年8月12日，Asahi Rising在皇后錦標中取勝，成爲首匹勝出分級賽的子嗣。
2013年由配種馬退役，於同町的Rolling Eggs Club Stable以功勞馬身份進行養老生活。
2018年12月由於上述地點關閉，被送往同町的畠山牧場豐畑訓練中心繼續養老。
2019年2月2日，其因衰老以26歲之齡死亡。

## 血統簡介
父系週日寧靜是美國三冠賽雙冠馬，退役後在日本配種，在日本馬壇相當成功，贏得多項分級賽事，其子嗣贏得巨額獎金，連續12年成為日本冠軍種馬。祖父Halo爲美國賽駒，曾贏得一級賽冠軍，爲美國冠軍種馬。
母系Powerful Lady爲日本馬匹，生涯無出賽紀錄。外祖父丸善斯基爲日本賽駒，生涯八戰全勝，因其無敵的領放戰術令其於八場賽事中總計拋離對手61馬位而被稱爲「超級跑車」，更於1990年成爲日本中央競馬會第20匹殿堂馬。

### 血統表
| 父線：週日寧靜系（Halo系）              |                             |                 |               |
| 種馬 週日寧靜 1986年（棕色）            | Halo 1969年（棕色）         | Hail to Reason  | Turn-to       |
| 種馬 週日寧靜 1986年（棕色）            | Halo 1969年（棕色）         | Hail to Reason  | Nothirdchance |
| 種馬 週日寧靜 1986年（棕色）            | Halo 1969年（棕色）         | Cosmah          | Cosmic Bomb   |
| 種馬 週日寧靜 1986年（棕色）            | Halo 1969年（棕色）         | Cosmah          | Almahmoud     |
| 種馬 週日寧靜 1986年（棕色）            | Wishing Well 1975年（棗色） | Understanding   | Promised Land |
| 種馬 週日寧靜 1986年（棕色）            | Wishing Well 1975年（棗色） | Understanding   | Pretty Ways   |
| 種馬 週日寧靜 1986年（棕色）            | Wishing Well 1975年（棗色） | Mountain Flower | Montparnasse  |
| 種馬 週日寧靜 1986年（棕色）            | Wishing Well 1975年（棗色） | Mountain Flower | Edelweiss     |
| 繁殖雌馬 Powerful Lady 1981年（深棗色） | 丸善斯基 1979年（棗色）     | 尼真斯基        | 北地舞人      |
| 繁殖雌馬 Powerful Lady 1981年（深棗色） | 丸善斯基 1979年（棗色）     | 尼真斯基        | Flaming Page  |
| 繁殖雌馬 Powerful Lady 1981年（深棗色） | 丸善斯基 1979年（棗色）     | Shill           | Buckpasser    |
| 繁殖雌馬 Powerful Lady 1981年（深棗色） | 丸善斯基 1979年（棗色）     | Shill           | Quill         |
| 繁殖雌馬 Powerful Lady 1981年（深棗色） | Roch Tesco 1975年（棗色）   | Tesco Boy       | Princely Gift |
| 繁殖雌馬 Powerful Lady 1981年（深棗色） | Roch Tesco 1975年（棗色）   | Tesco Boy       | Suncourt      |
| 繁殖雌馬 Powerful Lady 1981年（深棗色） | Roch Tesco 1975年（棗色）   | Star Roch       | Harroway      |
| 繁殖雌馬 Powerful Lady 1981年（深棗色） | Roch Tesco 1975年（棗色）   | Star Roch       | Corona        |
| 雌系：號族：11-c                        |                             |                 |               |
| 五代內近親交配：無                      |                             |                 |               |

## 命名由來
名字Royal Touch（ロイヤルタッチ）出自中世紀時代，君主對臣子頭部或肩膊的觸摸，通常帶有任命或授予勳銜的寓意，香港則取其背後代表意思，翻譯為「欽點」。

## 外部連結
- 欽點 netkeiba.com （页面存档备份，存于）
- 血統表 （页面存档备份，存于）